# Hans Schüller

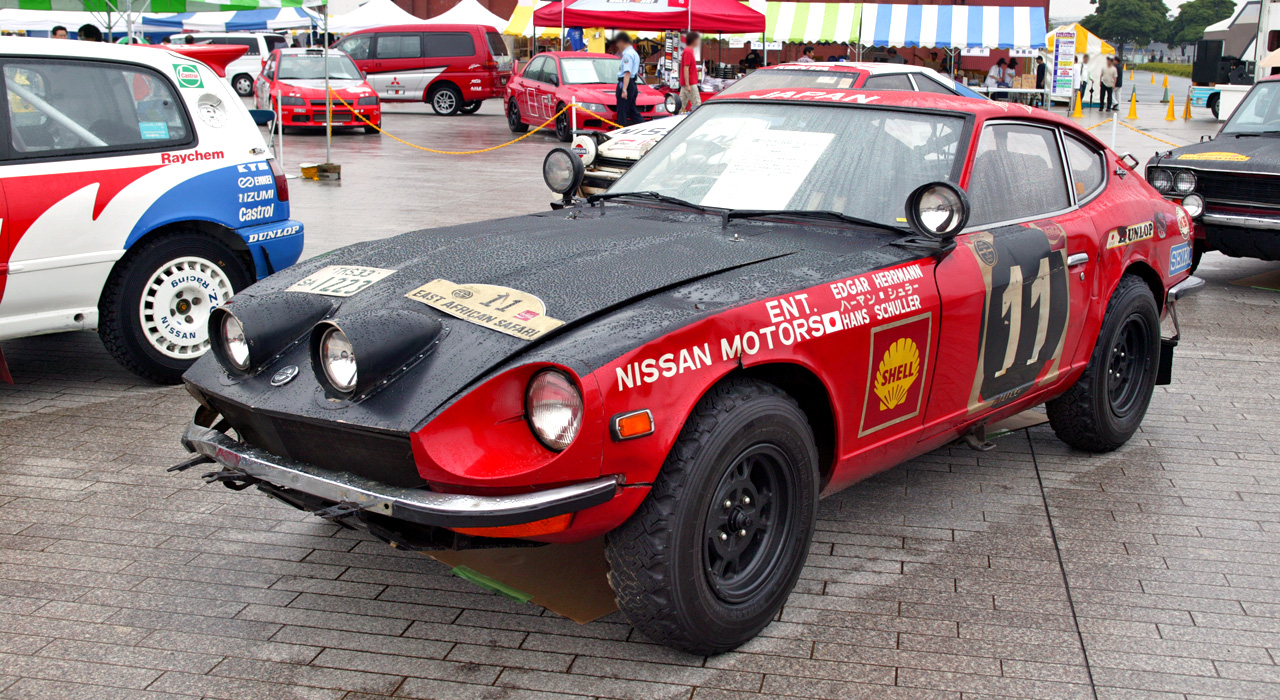
La Datsun 240Z de Hans Schüller en 1971 au Safari Rally.

Hans Schüller est un ancien pilote et copilote de rallyes allemand.
Il remporta à deux reprises consécutives le Rallye du Kenya pour le Nissan Motor Corp. team, aux côtés de son compatriote de naissance Edgar Herrmann.
Il fut deux fois pilote dans cette épreuve, en 1975 et 1976, avec Ernie Kleint pour copilote.

## Palmarès
- 2e Rallye Côte d'Ivoire Bandama (unique fois comme pilote):  1970, sur Datsun 1600SSS (copilote le français Grassiot);
- 18e East African Safari Rally du Kenya (comme copilote): 1970, sur Datsun 1600SSS (pilote Edgar Herrmann) (épreuve du Championnat du monde des constructeurs - IMC);
- 19e East African Safari Rally du Kenya (comme copilote):  1971, sur Datsun 240Z (pilote E.Hermann) (épreuve IMC);
- 5e rallye Côte d'Ivoire Bandama (comme copilote):  1973, sur Datsun 180B SSS (pilote E.Herrmann);
  - 5e du safari rally en 1969 sur Datsun P510 UWTK (pilote E.Herrmann), et 1972 sur Datsun 240Z (idem - IMC);
  - 12e du safari rally en 1982 et 1983 (pilote son compatriote Wolfgang Stiller), sur Nissan  (WRC);
  - 17e du RAC rally britannique en 1971 (pilote E.Hermann) (IMC);
  - 38e du rallye Monte-Carlo en 1970 (de nouveau comme pilote, la même année que le Bandama ivoirien; copilote son compatriote Wellmann), sur Audi 100 (IMC) .